# Omega (powieść)
Omega – powieść dla młodzieży Marcina Szczygielskiego wydana przez Instytut Wydawniczy Latarnik. Książka Roku IBBY 2010.

## Fabuła
Jedenastoletnia Joanna lepiej radzi sobie w świecie wirtualnym niż rzeczywistym. Jest jedynaczką wychowywaną przez samotną matkę – ojciec dziewczynki założył nową rodzinę. Joanna ma trudności z okazywaniem emocji i nawiązywaniem kontaktów z rówieśnikami. Cały wolny czas spędza w internecie, w którym pod pseudonimem Omega udziela się na forach i uczestniczy w grach. W dniu swoich dwunastych urodzin dostaje tajemniczy e-mail bez nadawcy, zawierający link do gry online „Omega”. Klika w niego i uruchamia grę, która toczy się jednak nie w sieci, a w prawdziwym świecie. Warszawa, w której mieszka Omega, zmienia się w pole rozgrywki, a dziewczynka – chce tego, czy nie – musi wziąć w niej udział, bo od jej zwycięstwa zależy przywrócenie świata do normalnego stanu. W grze towarzyszy jej Dziecko, które Omega spotyka na pierwszym poziomie gry oraz Babula, zombie zmarłej niedawno babci głównej bohaterki. Każdy kolejny rozdział to zarazem kolejny poziom „Omegi”. Każdy z nich rozgrywa się w innym, konkretnym miejscu stolicy:
- poziom pierwszy – mieszkanie Omegi. Zadaniem jest wydostanie się z domu.
- poziom drugi – szkoła Omegi. Zadaniem jest uzyskanie jak najlepszych ocen i wyhodowanie skanera w pracowni biologicznej.
- poziom trzeci – na osiedlu Zacisze w Domu Z Mięsa. Zadaniem jest pokonanie wampirów.
- poziom czwarty – na Cmentarzu Bródnowskim. Zadaniem jest zmierzenie się z zombie.
- poziom piąty – nad Wisłą nieopodal mostu Świętokrzyskiego. Zadaniem jest naładowanie baterii w laptopie.
- poziom szósty (oraz dziewiąty, trzynasty, szesnasty i dziewiętnasty) – na Stadionie Dziesięciolecia (powieść pisana była przed rozpoczęciem budowy Stadionu Narodowego). Omega bierze udział w Olimpiadzie Zmysłów, w której kolejne dyscypliny wiążą się ze wzrokiem, smakiem, dotykiem, powonieniem i słuchem.
- poziom siódmy – w Porcie Praskim. Zadaniem jest pomoc duchom kilku żołnierzy 3 Pomorskiej Dywizji Piechoty im. Romualda Traugutta w przeprawieniu się pontonem na drugi brzeg Wisły.
- poziom ósmy – na moście Łazienkowskim. Zadaniem jest wygrana w wyścigu na strusiach.
- poziom dziesiąty – na Ujazdowie i w Zamku Ujazdowskim. Zadaniem jest pokonanie wilkołaków.
- poziom jedenasty – na placu Na Rozdrożu. Zadaniem jest wygrana w teleturnieju.
- poziom dwunasty – na placu Zbawiciela. Zadaniem jest pokonanie Klaunów z Kosmosu okradających ludzi z radości.
- poziom czternasty – na placu Konstytucji. Zadaniem jest pokonanie biurokracji i Funkcjonariuszy Kodeksu.
- poziom piętnasty – w szpitalu przy ul. Williama Lindleya. Zadaniem jest wydostanie się z Kliniki dla Mniej i Bardziej Nieprzystosowanych oraz pomoc w ucieczce innym pacjentom poddanym przymusowej psychoterapii „normalizującej” i praniu mózgów.
- poziom siedemnasty – w Stacji Filtrów. Zadaniem jest przedostanie się przez Filtry Czasu.
- poziom osiemnasty – w centrum handlowym Złote Tarasy. Zadaniem jest obrona przed konsumpcjonizmem.
- poziom dwudziesty – w Pałacu Kultury i Nauki. Zadaniem jest ostateczne pokonanie Wroga[3][4][5][6][7].

## Przesłanie
Powieść Omega (tytuł można odczytać także jako Zero mega, bo każdy kolejny poziom zwiększa ilość megabajtów, jakie zajmuje gra) to opowieść o dojrzewaniu. Główna bohaterka przechodzi od dzieciństwa do dorosłości w przyspieszonym tempie, na każdym z poziomów dokonując wyborów, które określają ją jako człowieka i ucząc się kolejnych istotnych elementów, z których buduje swoją osobowość – empatii, lojalności, tolerancji, miłości do rodziny, wyrozumiałości, rozsądku, odwagi, umiejętności dokonywania wyboru, ale też sprytu.

## Nagrody i wyróżnienia
- 2010 – Wyróżnienie w II Konkursie Literatury Dziecięcej im. Haliny Skrobiszewskiej i wpisanie powieści na Listę Skarbów Muzeum Książki Dziecięcej[10]
- 2010 – Wyróżnienie w 50. Konkursie Najpiękniejsze Książki Roku 2009 organizowanym przez Polskie Towarzystwo Wydawców Książek[11]
- 2010 – Nagroda Książka Roku 2010 w literackim konkursie Polskiej Sekcji IBBY – Międzynarodowej Izby ds. Książek dla Młodych[12]